# Ceryx calcuni
Ceryx calcuni är en fjärilsart som beskrevs av Obraztsov 1957. Ceryx calcuni ingår i släktet Ceryx och familjen björnspinnare. Inga underarter finns listade i Catalogue of Life.